# Ȳ
Ȳ (ȳ) é uma letra do alfabeto latino que consiste num y com mácron. Indica um /y/ longo.